# Saint-André-de-Najac
Saint-André-de-Najac là một xã ở tỉnh Aveyron, thuộc vùng Occitanie ở miền nam nước Pháp.